# 北极果
北极果（学名：Arctous alpina）为杜鹃花科北极果属下的一个种。